# Beaucarnea stricta
El soyate de Tehuantepec (Beaucarnea stricta) es una planta de aspecto arbóreo perteneciente a la familia Asparagaceae. La base de su tallo es extremadamente ensanchada lo cual le ha valido también el nombre de "pata de elefante" que comparte con otras especies. Su crecimiento es extremadamente lento y está adaptada a ambientes secos por lo cual requiere poca agua. 

## Descripción
Es una planta arborescente de 6 a 10 m de alto. Tallos de 1 a 2 m de diámetro, base ensanchada, cónica, corteza gruesa, pardo-grisácea; ramas robustas, poco ramificadas.
Hojas en rosetas, erectas; láminas 45 a 70 cm largo, 1 a 1,7 cm ancho, lineares, casi planas, verdes a verde-pálidas, base de 3 a 4 cm de largo, 4 a 5 cm de ancho, haz y envés papilosos, papilas dispuestas en surcos. Inflorescencias de 1,3 a 1,5 m de largo de color amarillas; pedúnculos de 25 a 35 cm de largo; brácteas triangulares, verde pálidas o amarillo-blanquecinas; ramas primarias de 10 a 20 cm de largo; las secundarias de 4 a 9 cm de largo, cubiertos por las flores, evidentes sólo en fructificación o cuando están secos; brácteas caducas, 5 a 8 mm largo.
Flores masculinas de 4 a 5 por nudo, pedicelos 2 a 3 mm largo, tépalos 2 a 5 mm largo,  aproximadamente de 0,2 mm ancho, ovados, erectos en antesis, blanco-amarillentos, estambres con filamentos alrededor de 1 mm largo; las flores femeninas de 2-3 por nudo, pedicelos 2,5 a 3 mm largo, articulados cerca de la flor, tépalos 1,5-2 mm largo, hasta 1 mm de ancho, de color blanco.
Frutos en cápsulas 1 a 1,2 cm largo, 0,7 a 0,9 mm ancho, elipsoidales, amarillas, brillantes, alas del fruto de 1 a 1,2 cm largo, hasta 2 mm ancho; semillas de 4 a 4,5 mm largo, 3 a 3,5 mm ancho, elipsoidales, testa rugosa, parda.

## Distribución
Es una especie endémica de México, específicamente del valle de Tehuacán-Cuicatlán, que abarca los estados de Puebla y Oaxaca.

## Hábitat
Es una especie propia del matorral xerófilo, comunidad vegetal dominada por arbustos de altura inferior a 4 m, donde la precipitación es de 300 a 700 mm, con una marcada estacionalidad de lluvias, al menos 7 meses de sequía por año. La temperatura promedio de 12 a 26 °C. B. estricta se ha encontrado en elevaciones de 1600-2200 m s. n. m.

## Estado de conservación
En la actualidad,  varias especies del género Beaucarnea,  son muy cotizadas como plantas ornamentales. Actualmente 9 especies de este género se encuentran amenazadas, principalmente por la pérdida y transformación de su hábitat, así como por la extracción y comercialización ilegal de ejemplares y semillas de su hábitat natural. Para el caso de Beaucarnea stricta, es una especie que se encuentra en peligro de extinción de acuerdo a la NOM-059-SEMARNAT 2010. De manera reciente (2016), es una especie que se encuentra dentro del Apéndice II del CITES.